# دانيلي فيري
دانيلي فيري (بالإيطالية: Daniele Ferri)‏ (7 مارس 1992 بفورلي في إيطاليا - ) هو لاعب كرة قدم إيطالي في مركز الوسط. لعب مع تري فيوري ونادي بريشيا ونادي تشيزينا ونادي غوريتسا واتحاد بافيا لكرة القدم وForlì FC ‏ وSantarcangelo Calcio ‏.

## روابط خارجية
- دانيلي فيري على موقع قاعدة بيانات كرة القدم.إي يو (الإنجليزية)
- دانيلي فيري على موقع Soccerway.com (الإنجليزية)